# 계룡역
계룡역(Gyeryong station, 鷄龍驛)은 충청남도 계룡시 두마면 두계리에 있는 호남선의 철도역이다. 대한민국 3군 본부가 있는 군사 요충지로서 모든 KTX, ITX-새마을, 무궁화호 열차가 정차한다. 개통 당시 역명은 소재지를 본뜬 두계역(Dugye station, 豆溪驛)이었으나 2003년 충청남도 논산시 직할 계룡출장소에서 계룡시로 분리, 승격된 이후 점차 이용객이 증가하는 추세이고, 역명도 계룡시를 본따 계룡역으로 변경했다.
KTX가 정차하는 역이며, 2015년 4월 2일부터 서대전을 경유하는 KTX는 모든 편성이 정차한다. 하위 등급인 ITX-새마을과 무궁화호 일부 특별 편성된 열차는 무정차 통과하다가 2023년 9월 1일부터 모든 KTX, ITX-새마을, 무궁화호가 정차한다. 단, 남도해양열차 및 일부 특별 편성 열차는 무정차 통과하며, 2024년 5월 1일부터 일부 ITX-마음 열차가 정차한다.

## 연혁
- 1911년 7월 10일 : 두계역(豆溪驛)이라는 이름의 보통역으로 영업 개시[1]
- 1977년 9월 17일 : 역사 신축 착공
- 1977년 12월 30일 : 역사 준공
- 1991년 12월 29일 : 역사 증축
- 1992년 6월 20일 : 사무관역으로 승격[2]
- 1997년 10월 1일 : 소화물 취급 중지[3]
- 1998년 8월 31일 : 현재의 역사 건물로 개조 완료
- 1999년 10월 1일 : 직제를 5급에서 6급으로 조정
- 2004년 7월 15일 : KTX 정차(왕복 4회) 시작
- 2005년 9월 23일 : 계룡역(鷄龍驛)으로 역명 변경[4]
- 2007년 11월 1일 : 화물 취급 중지[5]
- 2015년 4월 2일 : 호남고속철도 개통으로 KTX 정차 횟수 대폭 감소
- 2016년 12월 9일 : 누리로 운행 개시
- 2020년 3월 1일 : 누리로 운행 종료
- 2020년 3월 2일 : 태백선 누리로 운행으로 호남선 1421, 1424, 1425,1426열차는 무궁화호로 변경 운행 개시
- 2023년 9월 1일 : KTX, ITX-새마을, 무궁화호 모든 열차 정차
- 2024년 5월 1일 : ITX-마음[6] 정차 개시
- 2024년 11월 2일 : ITX-마음 9941, 9942 열차 폐지

## 역 구조
승강장은 2면 4선의 쌍섬식 승강장으로 운용된다.

### 승강장
| ↑서대전                                                            |
| ４３ \| ２１ \|                                                    |
| 연산(일부 무궁화호)↓/논산(ITX-새마을 · ITX-마음 · 무궁화호 · KTX)↓ |

| 1 | 사용하지 않음        |                                  |                                                    |
| 2 | 호남선 · 전라선 하행 | KTX                              | 목포 · 광주송정 · 여수EXPO · 익산 방면             |
| 2 | 호남선 · 전라선 하행 | ITX-새마을 · 무궁화호            | 목포 · 광주 (서광주) · 여수EXPO 방면               |
| 2 | 호남선 · 전라선 하행 | ITX-마음                         | 익산 방면                                          |
| 3 | 상행                 | KTX                              | 행신 · 서울 · 용산 · 천안아산 · 오송 · 서대전 방면 |
| 3 | 상행                 | ITX-새마을 · ITX-마음 · 무궁화호 | 용산 · 수원 · 평택 · 천안 · 조치원 · 서대전 방면   |
| 4 | 사용하지 않음        |                                  |                                                    |

## 인접한 역
| KTX                        | KTX                           | KTX                                 |
| -------------------------- | ----------------------------- | ----------------------------------- |
| 서대전 행신 방면           | KTX 호남선 서대전만 경유      | 논산 익산 방면                      |
| 서대전 용산 방면           | KTX 호남선 서대전 · 김제 경유 | 논산 목포 방면                      |
| 서대전 용산 방면           | KTX 전라선 서대전 경유        | 논산 여수EXPO 방면                  |
| 일반열차                   |                               |                                     |
| 서대전 용산 방면 용산 방면 | ITX-새마을 호남선 전라선      | 논산 목포 · 광주 방면 여수EXPO 방면 |
| 서대전 용산 방면           | ITX-마음 호남선               | 논산 익산 방면                      |
| 서대전 용산 방면           | 무궁화 호남선 전라선          | 연산 목포 · 광주 방면 여수EXPO 방면 |